# Super 8 (film)
Super 8 – amerykański film science-fiction w reżyserii J.J. Abramsa. Obraz był współprodukowany przez Stevena Spielberga. Główne role zagrali Joel Courtney, Elle Fanning i Kyle Chandler, a premiera w USA odbyła się 10 czerwca 2011 roku.

## Fabuła
Jest rok 1979. 14-letni Joe Lamb mieszkający w amerykańskim miasteczku Lillian, stracił matkę w wypadku. Louis Dainard pojawia się na stypie, jednak ojciec Joe, Jackson, funkcjonariusz policji, obwinia go o śmierć ukochanej. Kobieta zastępowała na zmianie w fabryce nietrzeźwego Louisa, gdy niefortunne zdarzenie miało miejsce. Jackson wyprowadza Dainarda z kajdankami na rękach.
Cztery miesiące później, przyjaciel Joe, Charles Kaznyk, obsadza córkę Dainarda, Alice, w niskobudżetowej, amatorskiej, powstającej na filmie Super 8 mm produkcji traktującej o zombie. Alice kradnie samochód ojca i razem z Joe, Charlesem, Prestonem, Martinem oraz Carym jadą na starą stację kolejową, która posłużyć ma za plan. Podczas kręcenia Joe zauważa wjeżdżającą na tory ciężarówkę, która zderzając się z jadącym z naprzeciwka pociągiem, powoduje jego wykolejenie. Dzieciaki wychodzą cało z wypadku, po czym przy wraku jednego z wagonów znajdują dziwne, małe, kostki. Następnie podchodzą do ciężarówki, która spowodowała wypadek. Znajduje się w niej Dr. Woodward, nauczyciel biologii w miejscowej szkole, który najwyraźniej był sprawcą wykolejenia pociągu. Mężczyzna nakazuje im nigdy nie wspominać o tym, co widzieli. W przeciwnym razie, dzieci oraz ich rodziny, zostaną pozbawione życia. Po chwili miejsce zdarzenia zabezpieczają żołnierze United States Air Force, młodym filmowcom udaje się jednak zbiec.

## Obsada
- Joel Courtney – Joseph „Joe” Lamb
- Kyle Chandler[5] – Jackson Lamb
- Ron Eldard – Louis Dainard
- Noah Emmerich – Colonel Nelec
- Elle Fanning[5] – Alice Dainard
- Bruce Greenwood – „Cooper”[6]
- David Gallagher – Donny
- Riley Griffiths – Charles Kaznyk
- Michael Hitchcock – Rosko
- Ryan Lee – Cary
- Gabriel Basso – Martin
- Amanda Michalka – Jennifer „Jen” Kaznyk
- Zach Mills – Preston
- Remy Thorne – Jorge Brooks
- Glynn Turman – dr Woodward
- Annabel Grealish – Violette
- Dan Castellaneta – Izzy

## Produkcja
Szczegóły fabuły projektu od początku były trzymane przez twórców w ścisłej tajemnicy. Podejrzewano, że Super 8 będzie kontynuacją lub prequelem filmu z 2008 roku zatytułowanego Cloverfield, jednak tym informacjom zaprzeczył szybko sam Abrams.
Podczas Comic-Con w lipcu 2010 Abrams oznajmił, że Super 8 nie powstanie w 3D, ponieważ próby kręcenia obrazu w technologii trójwymiarowej wypadły nie najlepiej. Oznajmił również, że ogólnie nie jest wielkim entuzjastą 3D, co spotkało się z aplauzem publiczności zgromadzonej na konwencie.
Zdjęcia do filmu powstały w Follansbee, Weirton i Ohio County w Wirginii Zachodniej oraz w Los Angeles.

## Przyjęcie
Super 8 otrzymało dość pozytywne recenzje w mediach. Na stronie Rotten Tomatoes produkcja uzyskała wynik 82% oparty na 208 recenzjach. Film otrzymał średnią notę 7,5.
Richard Corliss z „TIME” określił dzieło „najbardziej emocjonującym filmem roku”. „Abrams starał się nie kopiować kultowych obrazów Spielberga najprawdopodobniej już od momentu, kiedy po raz pierwszy wziął do ręki kamerę. Teraz, z błogosławieństwem mistrza, może żywo plagiatować”, napisał z kolei David Edelstein z magazynu „New York”, pozytywnie oceniając pracę reżysera. Negatywne opinie o Super 8 dotyczyły przede wszystkim mało udanego według niektórych dziennikarzy zakończenia historii.

## Box office
Film został masowo wprowadzony do kin 10 czerwca 2011 roku. W Stanach Zjednoczonych i Kanadzie podczas weekendu otwierającego był wyświetlany w ponad trzech tysiącach kin i uzyskał przychód 35,5 miliona dolarów, plasując się na pierwszym miejscu w tamtejszym box office. Mimo iż był to najsłabszy wynik otwarcia spośród dotychczasowych reżyserskich projektów Abramsa, uznano go za bardzo dobry. Do 26 czerwca wpływy z tytułu sprzedanych biletów w całej Ameryce Północnej wyniosły 131 186 000 dolarów, co ponad trzykrotnie przewyższało koszty produkcji.